# Trichostomum perinvolutum
Trichostomum perinvolutum är en bladmossart som beskrevs av Pierre Tixier 1966. Trichostomum perinvolutum ingår i släktet lansettmossor, och familjen Pottiaceae. Inga underarter finns listade i Catalogue of Life.